# Černobilska zona isključenja
Černobilska zona isključenja (ukr. Зона відчуження Чорнобильської АЕС, zona vidčužennja Čornobyljsk'oji AES, rus. Зона отчуждения Чернобыльской АЭС, zona otčuždenja Černobyljskoji AES, bje. Зона адчужэння Чарнобыльскай АЭС, Zona adčužennja Čarnobyljskaj AES) je zabranjena zona, tj. zona isključenja unutar neposredne okolice Černobila koja je još i danas u velikoj mjeri ozračena nakon katastrofe Atomske centrale u Černobilu. Na svakom ulazu u tu zonu su ukrajinski sanitarni inspektori koji nadziru ulazak i izlazak ljudi. U ovoj je zoni oko 500 stanovnika, u većoj mjeri siromašnih ljudi koji su se vratili u svoj kraj, tzv. samoseli (bje. самасёлы, rus. самосёлы, ukr. самосели — "samonaseljenici").
Uz te naseljenike u zoni otuđenosti, pet milijuna Ukrajinaca, Rusa i Bjelorusa još živi u području s povišenom radijacijom.